# Rhythm of Love Tour
Rhythm of Love Tour je druga turneja avstralske pop pevke Kylie Minogue, organizirana v sklopu promocije njenega izjemno uspešnega albuma, Rhythm of Love. Turneja se je pričela 10. februarja 1991, koncerte pa so organizirali v Avstraliji in vzhodni Aziji.
V koncertih je Kylie Minogue nastopila v bolj samozavestni luči, zato so ji mediji nadeli vzdevek »SeksKylie«. Avstralska pop zvezdnica je na turneji izvajala v glavnem pesmi z albuma Rhythm of Love, ki so ji tudi pomagale oblikovati novo podobo. Pozno leta 1991 je Kylie Minogue organizirala tudi turnejo v Evropi, poznano pod imenom Let's Get to It Tour, v sklopu katere pa je promovirala svoj novi, istoimenski album. Na tej turneji je imela drugačne kostume, a le nekoliko predelan seznam izvajanih pesmi. Glasbeni kritiki so menili, da si Kylie Minogue »želi postati Madonna«, saj naj bi bila turneja Rhythm of Love Tour zelo podobna Madonnini turneji Blond Ambition World Tour iz leta 1991.

## Seznam pesmi
1. »Step Back in Time«
2. »Wouldn't Change a Thing«
3. »Got to Be Certain«
4. »Always Find The Time«
5. »Enjoy Yourself«
6. »Tears on My Pillow«
7. »Secrets«
8. »Help!«
9. »I Should Be So Lucky«
10. »What Do I Have to Do?"
11. »Je Ne Sais Pas Pourquoi«
12. »One Boy Girl«
13. »Love Train«
14. »Rhythm of Love«
15. »Shocked«

Dodatne pesmi
1. »Hand on Your Heart«
2. »Count The Days«
3. »Locomotion«
4. »Better the Devil You Know«

## Datumi koncertov
| Avstralija        |               |            |                            |
| 10. februar 1991  | Canberra      | Avstralija | Mednarodni športni center  |
| 13. februar 1991  | Perth         | Avstralija | Zabaviščni center Perth    |
| 15. februar 1991  | Adelaide      | Avstralija | Park Memorial Drive        |
| 16. februar 1991  | Melbourne     | Avstralija | Narodni teniški center     |
| 18. februar 1991  | Melbourne     | Avstralija | Narodni teniški center     |
| 19. februar 1991  | Melbourne     | Avstralija | Narodni teniški center     |
| 20. february 1991 | Melbourne     | Avstralija | Narodni teniški center     |
| 22. februar 1991  | Brisbane      | Avstralija | Zabaviščni center Brisbane |
| 23. februar 1991  | Sydney        | Avstralija | Zabaviščni center Sydney   |
| 24. februar 1991  | Sydney        | Avstralija | Zabaviščni center Sydney   |
| 26. februar 1991  | Sydney        | Avstralija | Zabaviščni center Sydney   |
| 27. februar 1991  | Sydney        | Avstralija | Zabaviščni center Sydney   |
| Azija             |               |            |                            |
| 1. marec 1991     | Telok Blangah | Singapur   | Paviljon Harbour           |
| 2. marec 1991     | Bangkok       | Tajska     | Tajski kulturni center     |
| 3. marec 1991     | Kuala Lumpur  | Malezija   | Stadion Negara             |
| 4. marec 1991     | Tokio         | Japonska   | Tokyo Bay NK Hall          |
| 6. marec 1991     | Osaka         | Japonska   | Osaka-jō Hall              |
| 8. marec 1991     | Nagoya        | Japonska   | Nagoya Rainbow Hall        |
| 10. marec 1991    | Fukuoka       | Japonska   | Center Fukuoka Kokusai     |

## Ostali ustvarjalci
Produkcija/koncept: Kylie Minogue

Administracija: Terry Blamey

Glasbeni vodja: Adrian Scott

Menedžer turneje: Nick Pitts

Produkcijski menedžer: Henry Crallam

Vodja zvočnih učinkov: Clive Franks

Vodja osvetljave: Jonathon Smeeton

Koreograf: Venol John

Asistent: Yvonne Savage

Garderoba: Carol Minogue

### Glasbena skupina
Klaviature: Adrian Scott

Bobni: John Creech

Kitara: Jamie Jardine

Bas kitara: Craig Newman

Klaviature: Tania Smith

Saksofon: Gerry Ciavarella

Spremljevalni vokali: Nicki Nicholls, Deni Hines, James Uluave

Spremljevalni plesalci: Venol John, Richard Allen, Cosima Dusting, Simone Kay, Mitchell Bartlett